# ОТП банка Србија
ОТП банка Србија, раније позната као Société Générale Srbija, комерцијална је банка са седиштем у Београду. Налази се у власништву мађарског предузећа OTP Bank.
Сосијете женерал је отворила канцеларију-представништво 1977. године у Београду. 1991. године оснива се Сосијете женерал југословенска банка, као прва банка са мешовитим капиталом у бившој Југославији. Банка је основана заједничким капиталом Сосијете женерал банке из Париза (75%), Београдске банке (20%) и Француско-југословенске банке (5%).
Првобитно, банка је основана као огранак SG Corporate & Investment Banking и пословала је само са правним лицима, односно корпоративним клијентима.
Током 2001. године, банка шири своје пословање и на рад са становништвом, и тако постаје универзална банка. Данас има мрежу од скоро 100 експозитура широм Србије и једна је од водећих банака у Србији.
Септембра 2019. године, Сосијете женерал банку је купила ОТП група, тако да она сада послује под називом ОТП банка Србија.